# Eisenbahnunfall von Tacotalpa
Der Eisenbahnunfall von Tacotalpa war der Auffahrunfall eines Güterzuges auf einen Personenzug am 20. Dezember 1964 in Tacotalpa, im Süden des mexikanischen Bundesstaats Tabasco.

## Unfallhergang
Es herrschte dichter Nebel. Der Personenzug hielt planmäßig im Bahnhof von Tacotalpa, als der Güterzug mit einer Geschwindigkeit von etwa 70 km/h auffuhr. Die letzten beiden Wagen des Personenzuges wurden komplett zertrümmert. Die Schuld wurde dem Lokomotivführer des Güterzuges gegeben, der nicht aufmerksam gewesen sei, vielleicht sogar geschlafen habe.

## Folgen
Mehr als 46 Menschen starben, 26 wurden darüber hinaus verletzt. Der Lokomotivführer floh von der Unfallstelle.